# Transposición (lógica)
En la lógica proposicional, la transposición o transformación del condicional es una regla de reemplazo válida de que permite que se cambie el antecedente con el consecuente de una sentencia condicional en una prueba lógica si ellos también son ambos negados. Es la inferencia de que la verdad de que "A implica B" implica la verdad de que "No B implica no A", y viceversa. Está muy relacionada con la regla de inferencia de modus tollens. Es la regla de que:
{\displaystyle (P\to Q)\Leftrightarrow (\neg Q\to \neg P)}
Donde "{\displaystyle \leftrightarrow }" es un símbolo metalógico que representa  "puede ser reemplazado en una demostración con."

## Notación formal
La regla de exportación puede escribirse en la notación subsiguiente:
{\displaystyle (P\to Q)\vdash (\neg Q\to \neg P)}
donde {\displaystyle \vdash } es un símbolo metalógico significando que {\displaystyle (\neg Q\to \neg P)} es consecuencia sintáctica de {\displaystyle (P\to Q)} en algún sistema lógico;
o en forma de regla:
{\displaystyle {\frac {P\to Q}{\therefore \neg Q\to \neg P}}}
donde la regla es que cada vez que en las líneas de una demostración aparezcan las instancias de "{\displaystyle P\to Q}", éstas pueden ser reemplazadas con "{\displaystyle \neg Q\to \neg P}";
{\displaystyle (P\to Q)\leftrightarrow (P\to (P\land Q))}
y expresado como una tautología o teorema de la lógica proposicional. El principio fue declarado por Russell y Whitehead como  teorema de la lógica proposicional en Principia Mathematica como:
{\displaystyle (P\to Q)\to (\neg Q\to \neg P)}
donde {\displaystyle P} y {\displaystyle Q} son proposiciones expresadas en algún sistema lógico.

## Lógica aristotélica

### Forma de transposición
En la proposición inferida, el consecuente es la contradictoria del antecedente en la proposición original, y el antecedente de la proposición inferida es la contradicción del consecuente de la proposición inicial. El símbolo de la implicación material significa la proposición como una hipotética o la forma "si-entonces", por ejemplo, "si P entonces Q".
La sentencia bicondicional de la regla de transposición (↔) se refiere a la relación entre las  proposiciones hipotéticas (→), con cada proposición que incluye un término antecedente y uno consecuente. Como cuestión de inferencia lógica, transponer o convertir los términos de una proposición requiere la conversión de los términos de las proposiciones en ambos lados de la relación bicondicional. Es decir, transponer o convertir (P → Q) a (Q → P) requiere que la otra proposición, (~Q → ~P), sea transpuesta o convertida en (~P → ~Q). De otro modo, convertir los términos de una proposición y no la otra hace la regla inválida, violando la condición necesaria y suficiente de los términos de las proposiciones, donde la violación es que la proposición modificada comete la falacia de negar el antecedente o afirmar el consecuente por medio de la conversión ilícita.
La verdad de la regla de la transposición depende de las relaciones de condición necesaria y suficiente en la lógica.

### Condición suficiente
En la proposición "Si P entonces Q", la ocurrencia de 'P' es razón suficiente para la ocurrencia de 'Q'. 'P', como individuo o una clase, implica materialmente 'Q', pero la relación de 'Q' a 'P' es tal que la proposición inversa "Si Q entonces P" no necesariamente tiene suficiente condición. La regla de inferencia para la condición suficiente es el modus ponens, la cual es un argumento para la implicación condicional:
Premisa (1): Si P, entonces Q
Premisa (2): P
Conclusión: Por lo tanto, Q

### Condición necesaria
Puesto que la conversión de premisa (1) no es válida, lo único que se puede afirmar de la relación de 'P' y 'Q' es que en ausencia de 'Q', no se produce "P", lo que significa que 'Q' es la condición necesaria para 'P'. La regla de inferencia para la condición necesaria es modus tollens:
Premisa (1): Si P, entonces Q
Premisa (2): no Q
Conclusión: Por lo tanto, no P

### Hablando gramaticalmente
Un ejemplo gramatical utilizado tradicionalmente por los lógicos contrastando condiciones necesarios y suficientes   es la declaración "Si hay fuego, entonces el oxígeno está presente". Un ambiente oxigenado es necesario para el fuego o combustión, pero no el simple hecho que haya un ambiente oxigenado significa necesariamente que se está produciendo ese fuego o combustión. Si bien se puede inferir que el fuego estipula la presencia de oxígeno, de la presencia de oxígeno no puede inferirse el recíproco de que "Si hay oxígeno presente, entonces el fuego se encuentra presente". Todo lo que se puede deducir de la proposición original es que "Si no hay oxígeno presente, entonces no puede haber fuego".

### Relación de las proposiciones
El símbolo para el bicondicional ("↔") significa la relación entre las proposiciones es a la vez necesaria y suficiente, y se verbaliza como "si y solo si", o, de acuerdo con el ejemplo "Si P entonces Q 'si y solo si' si no Q entonces no P".
Las condiciones necesarias y suficientes pueden explicarse por analogía en cuanto a los conceptos y las reglas de inferencia inmediata de la lógica tradicional. En la proposición categórica "Todo S es P" se dice que el término sujeto 'S' es distribuido, es decir, todos los miembros de su clase se agotan en su expresión. En cambio, no puede afirmarse que el término predicado 'P' sea distribuido o agotado en su expresión porque es indeterminado, si cada instancia de un miembro de "P", como una clase, es también un miembro de "S" como una clase. Todo lo que se puede ser válidamente inferido es que "Algunos P son S". Por lo tanto, la proposición tipo "A" "Todo P es S" no puede ser inferida por conversión de la proposición tipo 'A' "Todo S es P" original. Todo lo que se puede deducir es el tipo proposición "A" Todo no P es no S" (Tener en cuenta que (P → Q) y (~Q → ~P) son las dos proposiciones de tipo «A»). Gramáticalmente, no se puede inferir "todos los mortales son hombres" de "Todos los hombres son mortales". Una proposición tipo 'A' solo puede ser inmediatamente inferida por conversión cuando tanto el sujeto como el predicado están distribuidos, tal es el caso de la inferencia "Todos los solteros son hombres no casados" de "Todos hombres no casados son solteros".

### Transposición y método de contraposición
En la lógica tradicional del proceso de razonamiento de la transposición como una regla de inferencia se aplica a las proposiciones categóricas través de la contraposición y obversión, una serie de inferencias inmediatas donde la regla de obversión se aplica por primera vez a la proposición categórica original "Todo S es P" ; produciendo el obversión "Ningún S es no P". En la obversión de la proposición original a una proposición de tipo "E", ambos términos se vuelven distribuidos. Entonces, la obversión se convierte, resultando en "Ningún no P es S", manteniendo la distribución de ambos términos.

### Diferencia entre transposición y contraposición
Nótese que no se debe confundir el método de transposición con la contraposición. La contraposición es un tipo de inferencia inmediata en la que a partir de una proposición categórica dada se infiere otra proposición categórica que tiene como objeto el contradictorio del predicado original. Ya que en la definición de contraposición no se dice nada con respeto al predicado de la proposición inferida, es permisible que pueda ser el objeto original o su contradictorio. Esto está en contradistinción a la forma de las proposiciones de la transposición, que puede ser la implicación material, o una declaración hipotética. La diferencia es que en su aplicación a las proposiciones categóricas el resultado de la contraposición es dos contrapositivas, siendo cada una de ellas la obversión de la otra, por ejemplo, "Ningún no P es S" y "Todo no P es no S". La distinción entre los dos contrapositivas es absorbida y eliminada en el principio de la transposición, que presupone la "inferencias mediata" de la contraposición y también se conoce como la "ley de la contraposición".

## Transposición de la lógica matemática
Véase Transposición (matemática), Teoría de conjuntos

## Prueba formal
| Paso | Proposición                              | Derivación               |
| ---- | ---------------------------------------- | ------------------------ |
| 1    | {\displaystyle P\rightarrow Q}           | Premisa                  |
| 2    | {\displaystyle \neg P\lor Q}             | Implicación material (1) |
| 3    | {\displaystyle Q\lor \neg P}             | Conmutatibilidad (2)     |
| 4    | {\displaystyle \neg Q\rightarrow \neg P} | Implicación material (3) |

## Nota
1. ↑   Para una explicación de la absorción de obversión y conversión como "inferencia mediata véase: Copi, Irving. Lógica Simbólica. pp. 171-174, MacMillan, 1979, 5ta edición.